# Парламент Барбадосу
Парламент Барбадосу (англ. Parliament of Barbados) — законодавчий орган Барбадосу.

## Склад
Сучасний парламент складається з монарха і двох палат:
- Верхня палата — Сенат Барбадосу (англ. Senate of Barbados)
- Нижня палата — Палата асамблеї Барбадосу (англ. House of Assembly of Barbados).